# Vito Santarsiero
Vito Santarsiero (Potenza, 2 marzo 1955) è un politico italiano, sindaco di Potenza dal 2004 al 2014 e presidente della Provincia di Potenza dal 1999 al 2004.

## Biografia
Dopo la maturità scientifica al liceo Galileo Galilei del capoluogo lucano con voto 60/60, si laurea in ingegneria civile all'Università degli Studi di Napoli Federico II con 110/110. È progettista di opere pubbliche e private nel settore edile e idraulico. Dal 1990 è funzionario della Regione Basilicata presso l'ufficio compatibilità ambientale.

### Vita privata
Sposato con Anna Elisa Palese (1956–2010), ha due figli: Leonardo (1985) e Francesco (1988).

## Carriera politica
Iscritto alla Democrazia Cristiana (DC), dal 1990 al 1994 ne è stato Responsabile provinciale del settore agricolo e sviluppo rurale.
Nel 1994, con lo scioglimento della DC, aderisce alla rinascita del Partito Popolare Italiano (PPI) di Mino Martinazzoli, di cui diviene dirigente organizzativo provinciale.
Alle elezioni provinciali del 1995 a Potenza, viene eletto consigliere provinciale con il PPI, diventandone capogruppo del PPI in Consiglio provinciale fino al 1999.
Alle elezioni provinciali del 1999 si candida a Presidente della Provincia di Potenza, sostenuto da una coalizione di centro-sinistra formata da: Democratici di Sinistra, Partito Popolare Italiano, I Democratici, Socialisti Democratici Italiani, Federazione dei Verdi, Rinnovamento Italiano, Partito della Rifondazione Comunista, Partito dei Comunisti Italiani. Viene eletto presidente della Provincia di Potenza al primo turno con il 64,2% dei voti (142.848), mentre il principale sfidante di centro-destra Camillo Naborre ottiene solo il 27,7%. Durante il suo mandato è stato anche presidente dell’UPI Basilicata.
Nel 2002 aderisce alla Margherita di Francesco Rutelli, partito di cui dal 2004 è membro della assemblea nazionale e della direzione provinciale. Si presenta alle elezioni comunali del capoluogo lucano del 12-13 giugno 2004, come candidato sindaco di Potenza, carica che ricopre per cinque anni, eletto con il 74,1% dei voti. A fine mandato, nel 2009, ripropone la sua candidatura a primo cittadino della città, per le elezioni di giugno 2009, per il Partito Democratico, arrivando al ballottaggio col candidato sindaco Giuseppe Molinari (PDL) e sconfiggendolo con il 59,3% contro il 40,7%.
Si candida alle elezioni regionali in Basilicata del 2013 col PD, nella mozione del consigliere uscente della Regione, nonché ex sindaco di Lauria Marcello Pittella, venendo eletto nel collegio di Potenza con 7.272 preferenze in Consiglio regionale della Basilicata, ricoprendo la carica di Presidente della 1ª Commissione consiliare permanente "Affari istituzionali". Dal 2014, inoltre, a Bruxelles è membro del Comitato delle Regioni come delegato del Sud.
Il 9 aprile 2018 viene eletto presidente del Consiglio regionale della Basilicata con 13 voti, 5 schede bianche e 2 astenuti su 20, rimanendo in carica fino al 6 maggio 2019.

## Procedimenti giudiziari
Il 13 maggio 2020 viene condannato dalla sezione centrale della Corte dei conti per danno erariale, ed assieme ad altre 11 persone, a risarcire in totale oltre 5.000.000 euro, ribaltando la sentenza in primo grado di completa assoluzione. La vicenda riguarda al 2010, quando lui era sindaco della città di Potenza, che con la sua giunta comunale aveva tagliato 500.000 km il chilometraggio coperto dal servizio di trasporto pubblico, che poi è stato aumentato di 600.000 km dal piano trasporto su gomma. L'irregolarità, secondo i giudici, è che questa scelta spettava al consiglio comunale di Potenza.